# Kriegskreuz (Griechenland)

Kriegskreuz (1940), I. Stufe

Kriegskreuz (1974), II. Stufe

Das Kriegskreuz (griechisch Πολεμικός Σταυρός Polemikos Stavros) wurde am 11. November 1940 durch König Georg II. von Griechenland in drei Stufen gestiftet und an Angehörige der griechischen Streitkräfte verliehen, die sich bei militärischen Aktionen gegen die Okkupation durch italienische Streitkräfte und die deutsche Wehrmacht während des Zweiten Weltkriegs ausgezeichnet und bei der späteren Befreiung des Landes verdient gemacht hatten. Eine Auszeichnung von Ausländern ist möglich, soweit sie die Voraussetzungen erfüllen.

## Ordensdekoration
Das Ordenszeichen ist ein aus Bronze gefertigtes Tatzenkreuz, dass von einer Krone überragt ist und gekreuzte Schwerter durch die Kreuzwinkel führt. Im Medaillon ist die gespiegelte und gekrönte griechische Initiale  Γ  (Georg) zu sehen. Rückseitig ist das Kreuz glatt und zeigt mittig lediglich die geprägte Jahreszahl 1940.

## Trageweise
Getragen wird die Auszeichnung an einem roten Band mit einem breiten blauen Mittelstreifen auf der linken Brustseite.

## Sonstiges
Bei wiederholter Verleihung ist die Krone über dem Kreuz aus Silber (II. Stufe) oder Gold (I. Stufe). Nach der Abschaffung der Monarchie wird das Kriegskreuz ohne Krone verliehen. Stattdessen ist das Medaillon je nach Stufe in Gold, Silber oder Bronze und zeigt das Wappen Griechenlands.